# 冰岛旅行网
冰岛旅行网（英語：Guide to Iceland）是一家冰岛的旅游在线服务平台，也是目前冰岛访问量最大的旅游网站，该网站连续四年被世界旅游奖评选为冰岛最优秀的旅行社。

## 历史
冰岛旅行网创立于2012年，创办人当时想在冰岛创建一个在线的网络旅游资讯服务网站，引导游客可以通过该网站找到可靠的旅游资讯并且通过当地的供应商预订服务。该网站于2013年1月建立，线上服务平台于2014年正式上线。
截至2016年，已有超过500家企业使用该网站的平台服务，而到2021年，冰岛有超过1900家供应商被列入冰岛旅行网的服务范围。
2017年1月，雷克雅未克市政府选择冰岛旅行网作为其官方旅游资讯的合作伙伴。该奖项的颁发恰逢雷克雅未克市的旅游资讯中心搬迁至雷克雅未克市政廳，因此该中心由冰岛旅行网负责营运。
2018年，美国通用电气信托基金通过其下属的环球投资顾问公司投资了冰岛旅行网，成为该公司的第二大股东。

## 服务
冰岛旅行网对冰岛旅游服务者进行项目策划和品质调研，并同时为旅客提供预订服务的向导；网站提供旅游、租车、饭店、航班和度假行程等多个项目；它以14种语言为旅客提供旅游的相关资讯，并且网站也包含大量有关冰岛的旅游文章。

## 奖项
冰岛旅行网曾于2016年获得北欧创业奖。后随着公司的快速成长，冰岛旅行网又于2017年获得EMEA地区的高成长500强企业称号；同年，它在德勤评选的冰岛高成长科技企业50强评选中获得第一名。冰岛旅行网在2018年至2021年连续4年荣获世界旅游奖冰岛领先旅行社奖，并于2020年和2021年荣获冰岛先进企业管理奖。